# Guerinia gagatea
Guerinia gagatea là một loài ruồi trong họ Tachinidae.